# Dysodia flagrata
Dysodia flagrata är en fjärilsart som beskrevs av Walker 1865. Dysodia flagrata ingår i släktet Dysodia och familjen Thyrididae. Inga underarter finns listade i Catalogue of Life.